# Кочуркі
Кочуркі (пол. Koczurki) — село в Польщі, у гміні Тшебниця Тшебницького повіту Нижньосілезького воєводства.
Населення — 114 осіб (2011).
У 1975—1998 роках село належало до Вроцлавського воєводства.

## Демографія
Демографічна структура станом на 31 березня 2011 року:
|          | Загалом | Допрацездатний вік | Працездатний вік | Постпрацездатний вік |
| -------- | ------- | ------------------ | ---------------- | -------------------- |
| Чоловіки | 54      | 12                 | 39               | 3                    |
| Жінки    | 60      | 14                 | 32               | 14                   |
| Разом    | 114     | 26                 | 71               | 17                   |